# Кривяцкое
Кривяцкое — деревня в Никольском районе Вологодской области.
Входит в состав Байдаровского сельского поселения, с точки зрения административно-территориального деления — в Кумбисерский сельсовет.
Расстояние до районного центра Никольска по автодороге — 21,5 км, до центра муниципального образования Байдарово по прямой — 9 км. Ближайшие населённые пункты — Шалашнево, Большое Фомино, Кумбисер.
По переписи 2002 года население — 141 человек (65 мужчин, 76 женщин). Преобладающая национальность — русские (99 %).